# Bandits de la Bandera Blanca
Els Bandits de la Bandera Blanca foren una revolta provinent de les restes de la Rebel·lió dels Turbants Grocs que es van aixecar a Baibo Gorge en el 188. Es va dir que es comptaven per centenars de milers i fins i tot la cort imperial no podia sufocar la seva revolta.
Dong Cheng, Yang Feng, Xu Huang, i Zhu Zhi van seguir a Han Xian, l'antic líder dels Bandits de la Bandera Blanca, per ajudar a protegir a l'Emperador Xian durant les lluites contra els partidaris de Dong Zhuo, Li Jue, Guo Si, i Zhang Ji.
Entre el 16 de març i el 13 d'abril de 188, Guo Tai (郭太) va liderar uns 100.000 turbants grocs per iniciar una rebel·lió a la comandament Xihe (al voltant de l'actual Fenyang, Shanxi). Com que eren originaris de la Vall de Baibo (白波谷; "Vall de l'Ona Blanca") a la Comanderia Xihe, més tard es van conèixer com els "Bandits de les Onades Blances" (白波賊). Es van aliar amb el líder xiongnu Yufuluo i van atacar la comandament de Taiyuan (al voltant de l'actual Taiyuan, Shanxi) i la comandament de Hedong (al voltant de l'actual Yuncheng, Shanxi). Entre el 27 d'octubre i el 25 de novembre de 189, quan els bandits van atacar la Comandància Hedong, l'intent del senyor de la guerra Dong Zhuo d'enviar el seu gendre Niu Fu per dirigir les tropes atacants va fracassar.
Cap a mitjan 195, l'emperador Xian va fugir de la capital imperial Chang'an, on havia estat pres com a ostatge pels seguidors de Dong Zhuo, liderats per Li Jue i Guo Si, des de la mort de Dong Zhuo el 192. Va tornar a les ruïnes de l'antic. La capital imperial Luoyang, que Dong Zhuo va incendiar el 191 mentre traslladava a la força els seus residents a Chang'an. Dong Cheng (un antic subordinat de Niu Fu) i Yang Feng (un antic bandit de l'Ona Blanca) van protegir l'emperador Xian a Luoyang quan Li Jue i Guo Si van intentar perseguir i portar l'emperador a Chang'an. Dong Cheng i Yang Feng van convocar els Bandits de l'Ona Blanca, liderats per Li Le (李樂), Han Xian, Hu Cai (胡才) i altres, per venir en ajuda de l'emperador Xian. Les forces xiongnu liderades per Qubei també van respondre a la crida i van venir a ajudar l'emperador Xian a resistir les forces de Li Jue i Guo Si. Entre 195 i 196, el senyor de la guerra Cao Cao va dirigir les seves forces a Luoyang i va escortar l'emperador Xian a la seva pròpia base a Xu (許; l'actual Xuchang, Henan) i hi va establir la nova capital imperial.

## Membres dels Bandits de la Bandera Blanca
- Han Xian (líder)
- Yufuluo
- Yang Feng
- Dong Cheng
- Xu Huang
- Zhu Zhi